# Masato Kojima
Masato Kojima (小島 幹敏 Kojima Masato?, Saitama, 17 de septiembre de 1996) es un futbolista japonés que juega como centrocampista en el Omiya Ardija.

## Trayectoria

### Clubes
| Club                      | País  | Año       |
| ------------------------- | ----- | --------- |
| Omiya Ardija              | Japón | 2015-     |
| J. League sub-22 (cedido) | Japón | 2015      |
| Mito HollyHock (cedido)   | Japón | 2017-2018 |